# Gentiana inconspicua
Gentiana inconspicua är en gentianaväxtart som beskrevs av H. Smith. Gentiana inconspicua ingår i släktet gentianor, och familjen gentianaväxter. Inga underarter finns listade i Catalogue of Life.